# Kharisz
Kharisz az egyik grácia neve a kibővített értelmezésben, amikor nem a három gráciáról beszélünk, hanem minden olyan mitológiai alakról, akit a kharitészek közé sorolnak. Homérosznál Héphaisztosz felesége.
Lásd még: Khariszok